# Ariadne merione
Ariadne merione es una especie de lepidóptero de la familia Nymphalidae, del género Ariadne.

## Subespecies
- Ariadne merione merione
- Ariadne merione taprobana (Westwood, 1851)
- Ariadne merione tapestrina (Moore, 1884)
- Ariadne merione ginosa (Fruhstorfer, 1912)
- Ariadne merione nicevillei (Fruhstorfer, 1899)
- Ariadne merione ahmat
- Ariadne merione luzonia (C. & R. Felder, [1867])
- Ariadne merione maculata (Semper, 1887)

## Localización
Esta especie y subespecies se localizan en India, Ceilan, Sumatra, Tailandia, Birmania, Borneo, Java y Filipinas.